# Río Al-A‘waj
El río Al-A‘waj (en árabe نهر الأعوج, Nahr al-A'waj «río torcido») el segundo río en importancia de la campiña damascena, en Siria, tras el Barada. Nace en las laderas orientales del Monte Hermón y fluye hacia el este durante 70 km al sur de Damasco hasta morir en el Buhairat al-Hijanah (cuenca endorreica).

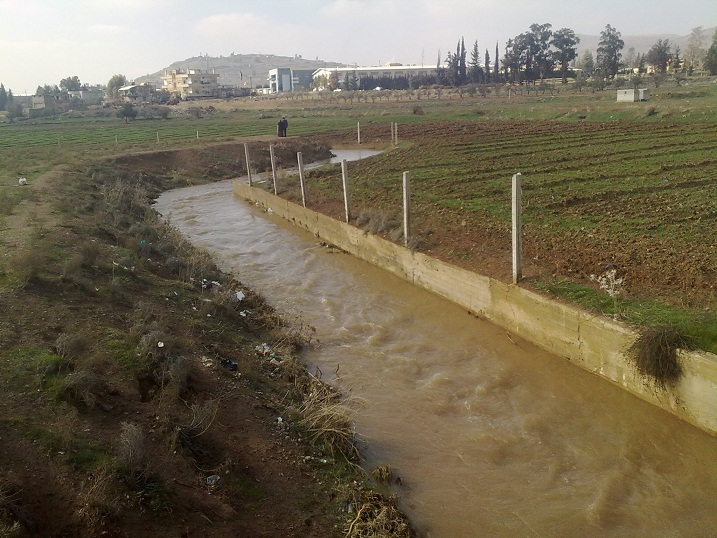

El río se identifica con el río Farfar («veloz» en arameo) bíblico, mencionado en el Libro de los Reyes.
Nace en el municipio de Arna y tiene un afluente, el río Jannani (نهر الجناني). Algunas localidades que atraviesa son: Daraya, Ashrafiat Sahnaya, Sahnaya, Sa'sa', Jdeidat Artouz, Artouz, Deir Ali, Al-Kiswah y Zakiah.